# Norbert Grund
Norbert Grund (4. prosince 1717 Praha-Malá Strana – 17. července 1767 Praha-Malá Strana) byl český malíř pozdního baroka, respektive rokoka. Základ jeho díla tvoří malé kabinetní obrázky, nejčastěji žánrové, ale i krajinné či s biblickými náměty.

## Životopis
Rodina Grundových pocházela ze severozápadních Čech. Bratři Norberta Grunda byli hudebníci. Norbertův otec Kristián pracoval jako dvorní malíř u Kolovratů a u něho také potom Norbert získal v roce 1738 první malířské zkušenosti. Poté cestoval do Vídně, Benátek a Würzburgu. Formativní vliv na Grundovo dílo mělo české barokní umění a němečtí malíři miniatur (Kleinmeister), vídeňský malíř Franz de Paula Ferg a benátští malíři vedut, později také francouzská rokoková malba (Antoine Watteau). V roce 1753 vstoupil do malířského cechu pražské Malé Strany. V jeho dílně se učili František Xaver Procházka a Ludwig Kohl.
Roku 1751 se v Praze oženil s Ludmilou Klingerovou (Illingerovou?). Jeho malířské dílo velmi ovlivňovaly starosti o materiální zabezpečení početné rodiny. Proto se věnoval menším formátům a lépe prodejné žánrové malbě a krajinářství. Na zakázku maloval také biblické motivy.

## Dílo
- Mořská bouře (Sammlung Kooperativa, Wiener Städtische Versicherung), kol. 1745
- Na pobřeží (Sammlung Kooperativa, Wiener Städtische Versicherung), kol. 1750
- Před venkovskou hospodou (Sammlung Kooperativa, Wiener Städtische Versicherung), kol. 1750
- Večerní výjev s kočárem (Sammlung Kooperativa, Wiener Städtische Versicherung), kol. 1750
- Zábava v zámeckém parku (Sammlung Kooperativa, Wiener Städtische Versicherung), kol. 1755
- Vlastní podobizna s paletou (Národní galerie v Praze), kol. 1750
- Římská zřícenina (Národní galerie v Praze), kol. 1760
- Pokušitel I. (Galantní scéna) (Obrazárna Pražského hradu)
- Obětování Venuši (Obrazárna Pražského hradu)

## Galerie

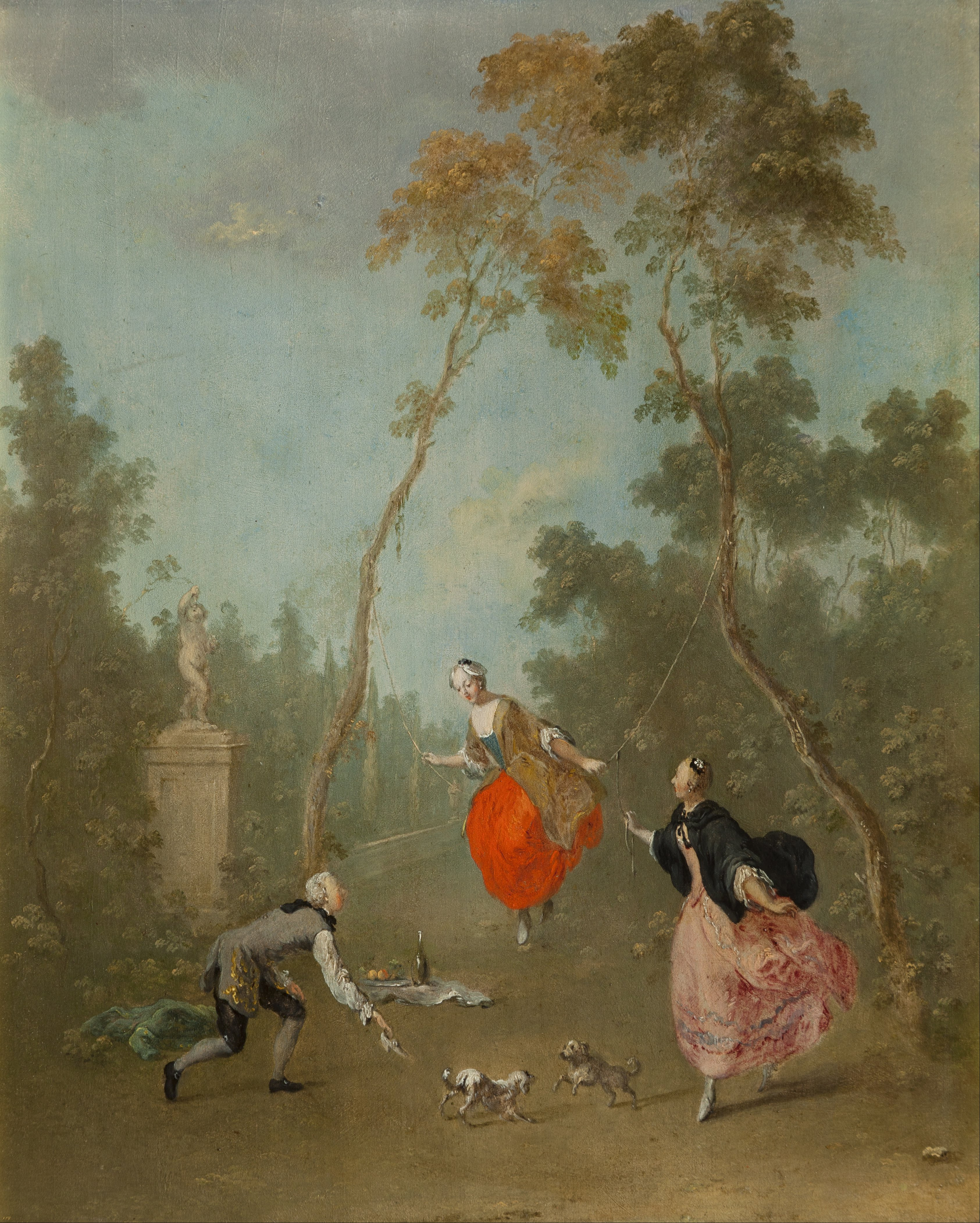
Norbert Grund – Dáma na houpačce (1760)
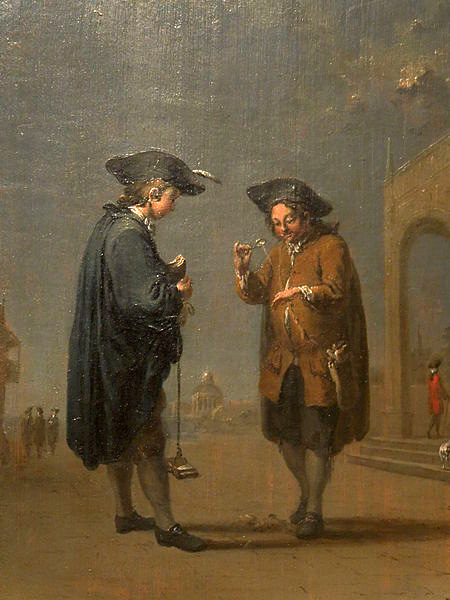
Norbert Grund – Dva studenti (1760)
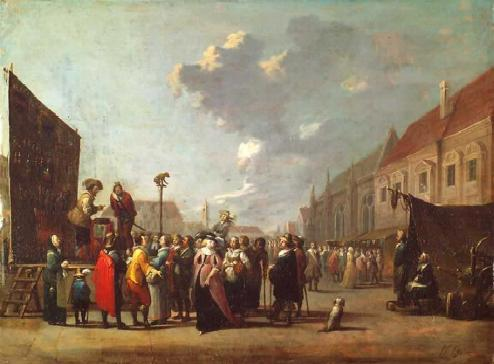
Norbert Grund – Hostující klauni (1750)